# نظام احسن
نظام احسن نام قضیه ای در فلسفه است که بیشتر در فلسفه ی اسلامی و پاسخ گویی به مسئله ی شر و اختفا الهی کاربرد دارد. در این استدلال از حکمت الهی و قادر مطلق و خیر مطلق بودن خدا استفاده می شود.

## شرح

#### مفروضات
خدا کامل مطلق و خیر مطلق و قادر مطلق و عالم مطلق است. (بنا بر براهین صدیقین و وجوب و امکان و علیت )
خدا واحد است.(بنا بر براهین ذکر شده)

#### استدلال
1. بنا بر کمال مطلق بودن خدا (در مفروضات) خدا می خواهد بیشترین کمالات از موجودات ساطع شود.(خیر بودن و خیر خواهی)
2. خدای واحد کامل مطلق می خواهد بیشترین مجموع کمال از کل مخلوقات ساطع شود.(بنا بر ۱ و مفروضات)
3. پس خدا عملی را انجام می دهد که در راستای افزایش کمالات مخلوقات باشد. (بنا بر ۲ و ۳ و مفروضات)
4. پس روی دادن چیزی که از نظر ما شر است در کل نظام خلقت خیر است.(بنا بر گزاره های قبل)

در این استدلال می توان ذکر کرد چیزی که از نظر انسان شر است آیا واقعاً شر است ؟ و می توان گفت بنا به استدلال بالا شر از نظر انسان با اصل شر متفاوت است.

### برهان لمی
اگر بخواهیم برهان فوق را به‌صورت منطق بیان کنیم چنین می‌گوئیم: 
1. خداوند عالم مطلق، خیر محض و فیاض مطلق است. (بنا بر براهین صدیقین وجوب و امکان و علیت)
2. نظام آفرینش موجود، بهترین نظام (نظام احسن) است. زیرا اگر این نظام بهترین نظام نباشد لازم اش یکی از امور ذیل است:
  1. خدا علم به بهترین نظام نداشته است.
  2. خدا قدرت بر ایجاد آن نداشته است.
  3. خدا نظام احسن را دوست نداشته است.
  4. خدا از ایجاد نظام احسن بخل ورزیده است.
3. هر چهار قسم تالی باطل است. چون همهٔ امور چهارگانهٔ فوق نقص بر واجب‌اند و نقص بر واجب الوجود بالذات راه ندارد.
4. نتیجه آنکه نظام موجود، نظام احسن است.[۳]

## تقریر ها
تقریر جوادی آملی:
 «نباید در تحلیل نظام احسن انسان را نظام قرار داد و هرچه را که به حال او ملایم است.خیر دانست و هرچه را ملایم نیست شر به حساب آورد؛بلکه خود انسان نیز مهره ای از نظام جهان هستی به شمار می رود و از این نظر هیچ امتیاز برای او نیست او مانند دیگر موجودات در حلقه های نظام احسن قرار دارد. و این اصل را که احیاناً عامل اشتباه می گردد در حکمت مشاء و فلسفه اشراق و حکمت متعالیه بیان نموده اند که نه انسان معیار سنجش خیر و شر جهان می باشد تا هرچه را موجب فساد انسان گردد شر باشد گرچه آن چیز به لحاظ ذات خویش کامل باشد و نه موارد جزئی دیگر معیار بررسی خواهد بود در واقع محور تحقیق کل نظام و مجموعه ی واحد های جهان هستی است. محقق طوسی در شرح اشارات اشکال فخر رازی را در خصوص«روایت اصلح بر خداوند لازم نیست؛زیرا بسیاری از افراد فاقد کمالات صالح می باشد.»را همانند بهمنیار در تحصیل و شیخ اشراق در مطارحات چنین حل کرد:

اصلح به لحاظ نظام کل به غیر از اصلح به لحاظ افراد جزئی است و آن چه تحقق آن حتمی است نظام احسن در کل جهان هستی است نه به لحاظ فرد فرد و نه به لحاظ جزء جزء آفرینش و اگر حادثه ای نسبت به فردی خوشایند نبود یا زودرس به نظر می رسید وقتی به لحاظ کل جهان و با تامل در سلسله ی علل و معالیل آن سنجیده شود،معلوم خواهد شد که نسبت به کل نظام ،ملایم و خوشایند است و هم در موعد مقرر جای خویش قرارگرفته است»

## نقد

##### مساله
به هر حال اگر خدا نمی‌تواند بهتر از این عالم را خلق نماید ، پس قدرت او محدود است.

##### پاسخ
ما از قدرت مطلق بودن خدا که در ضمن کمال مطلق بودن اوست اثبات نمودیم که عالم خلقت نظام احسن است ، پس بهتر از این عالم اساساً قابل تصوّر نیست . به تعبیر حکما و عرفاً عالم خلقت اگر به صورت واحد شخصی لحاظ شود موجودی است نامحدود که به ذهن نمی‌آید ؛ چون هر چه به ذهن آید محدود به ذهن می شود. اشکال کنندگان در پاسخ این گفتار گفته اند: اگر عالم نامحدود باشد پس خداست. حکما جواب داده اند: عالم نامحدود است ولی هر نامحدودی خدا نیست. خدا نامحدود است به نحوی که حتّی همین نامحدود بودن نیز حدّ او نیست لذا او مطلق است حتّی از مطلق بودن هم ؛ امّا کلّ عالم خلقت که یک وجود بیش نیست ، نامحدود ظلّی است ؛ یعنی عالم نامحدود می باشد ولی همین نامحدود بود حدّ و قید است.

## جستار های وابسته
- فلسفه اسلامی
- فلسفه اسلامی معاصر
- برهان شر
- برهان اختفای الهی